# Mação
Mação [mɐˈsɐ̃ũ] ist eine Kleinstadt (Vila) im gleichnamigen Landkreis in Portugal.

## Wappen
|  |

Blasonierung
Im Schild aus blauen und silbernen Wellen ein rotes Feld. Darin schwebend in Gold oben rechts und links eine Biene, dazwischen Weintrauben. Unten nach vorn in Gold ein Schaf. Auf dem Schild ruht eine viertürmige Mauerkrone. Im weißen Band am Schildfuß der Ortsname in schwarzen Buchstaben „VILA DE MAÇÃO“.
Beschreibung
Das 1930 offiziell eingeführte Stadtwappen spiegelt die entscheidenden Punkte der Ortsgeschichte wider, so der rote Hintergrund für die blutigen Invasionen nach 1762, das Schaf für die traditionelle Bedeutung der Textilherstellung und Viehzucht, und die Trauben und die Bienen, als Zeichen für die bedeutende Landwirtschaft im Kreis, mit den zwei wichtigen Produkten Wein und Honig als stellvertretende Symbole. Schließlich werden die Wasserläufe im Kreis, die die Landwirtschaft seit je her beflügeln, durch die blauen Wellen dargestellt.

## Geschichte
Die Spuren menschlicher Besiedlung reichen bis in die Altsteinzeit zurück. Die Region ist von ihren natürliche Begebenheiten seit je her mit der historischen Provinz der Beira Baixa verbunden.
Die Herkunft des Ortsnamens ist umstritten. Eine Theorie geht vom lateinischen „manso/mansionis“ (für Wohnort) aus, eine andere von einer fränkischen Herkunft (siehe das altportugiesische und französische „Maçon“, für Maurer), aus dem vulgär-lateinischen „macione“ und später dem germanischen „machio-nis“.
Im Verlauf der arabischen Landnahme ab 711 n. Chr. wurde die Ortschaft vermutlich zerstört und verlassen, und nach der Reconquista neu besiedelt. Erste Stadtrechte erhielt Mação unter Königin Elisabeth von Portugal, der heiligen Rainha Santa Isabel, das genaue Datum ist nicht erhalten geblieben. Erneuerte Stadtrechte erteilte König D. Pedro dem Ort am 15. November 1355. Anfang des 18. Jahrhunderts wurde Mação Sitz des Kreises Cabeção das Cizas.
Mação war 1762 Hauptquartier der britisch-portugiesischen Truppen unter Graf zu Schaumburg-Lippe, im Siebenjährigen Krieg in Europa. 15.000 Soldaten hielten sich dabei im Kreis auf. 1807 wurde der Ort dann von französischen Truppen geplündert, während der ersten Napoleonischen Invasion. Auch während der Liberalen Revolution 1822 und insbesondere im folgenden Miguelistenkrieg war Mação Schauplatz von Auseinandersetzungen. In den anschließenden Verwaltungsreformen wurde zunächst 1834 der Kreis Mação um die bis dahin eigenständigen Kreise Belver, Envendos und Carvoeiro erweitert. 1867 wurde er dann selbst aufgelöst, um am 10. Januar 1868 bereits wieder hergestellt zu werden.

## Verwaltung

### Der Kreis
Mação ist Verwaltungssitz eines gleichnamigen Kreises (Concelho) im Distrikt Santarém. Am 19. April 2021 hatte der Kreis 6402 Einwohner auf einer Fläche von 400,0 km².
Die Nachbarkreise sind (im Uhrzeigersinn im Norden beginnend): Proença-a-Nova, Vila Velha de Ródão, Nisa, Gavião, Abrantes, Sardoal, Vila de Rei sowie Sertã.

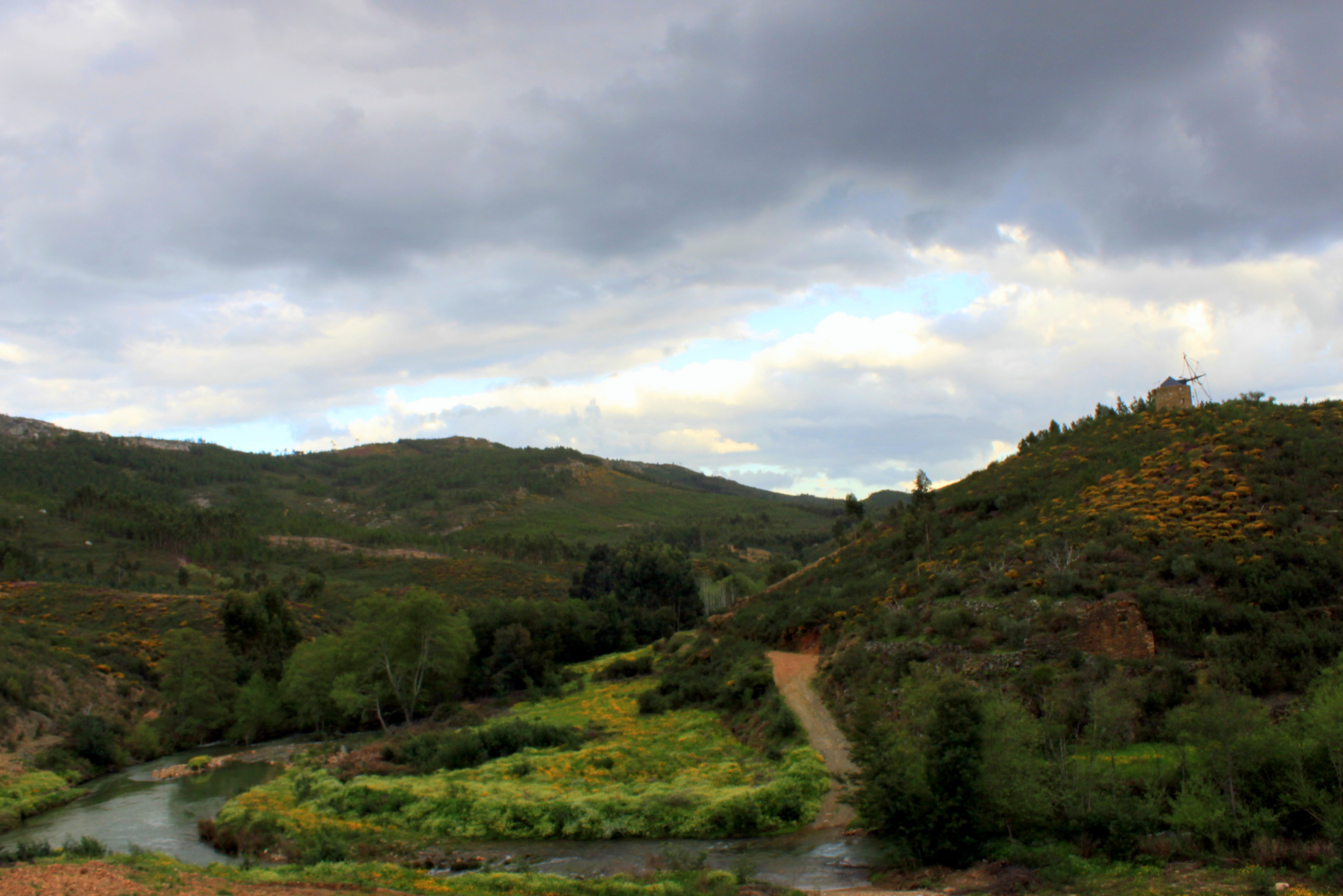
Landschaft mit Windmühle, nahe dem Thermalbad Fadagosa, beim Dorf Caratão, Gemeinde und Kreis Mação
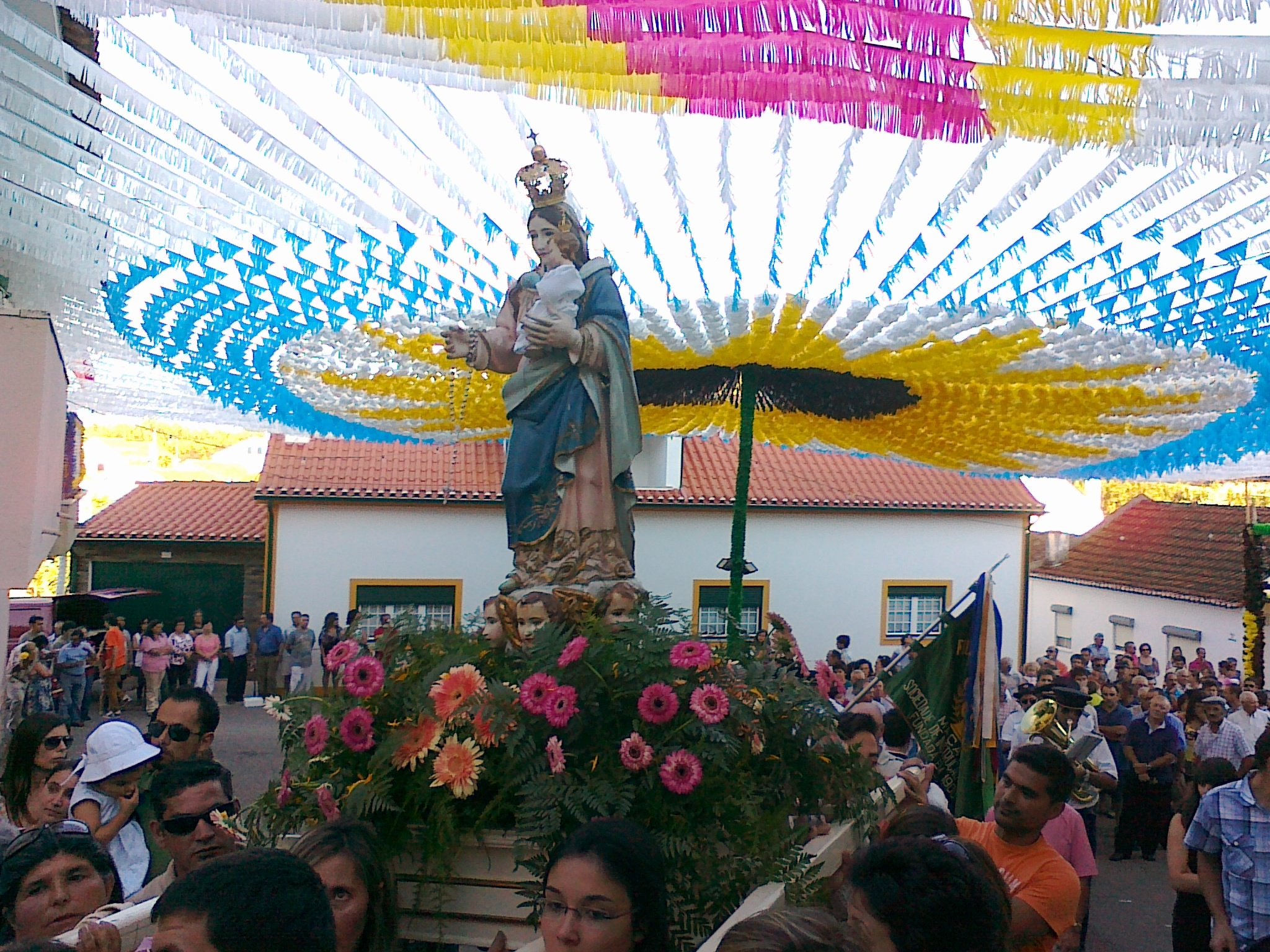
Prozession zum Dorffest von Pereiro (2012), alljährlich am letzten Sonntag im August
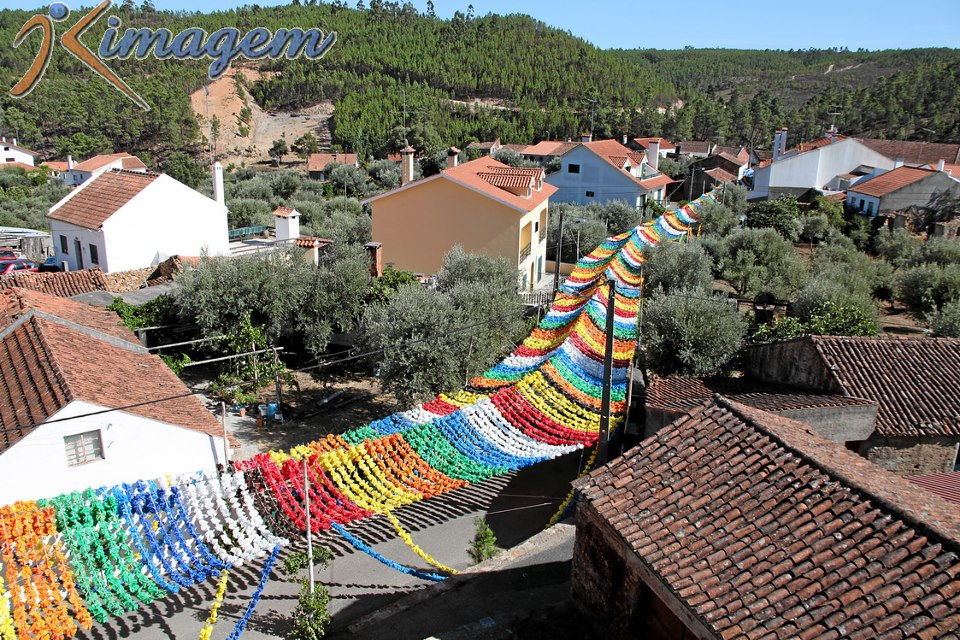
Typischer Straßenschmuck zum Dorffest von Pereiro, Gemeinde und Kreis Mação

Mit der Gebietsreform im September 2013 wurden die Gemeinden (Freguesias) Mação, Penhascoso und Aboboreira zur neuen Gemeinde União das Freguesias de Mação, Penhascoso e Aboboreira zusammengefasst. Der Kreis besteht seither aus den folgenden sechs Gemeinden:
Die folgenden Gemeinden (Freguesias) liegen im Kreis Mação:

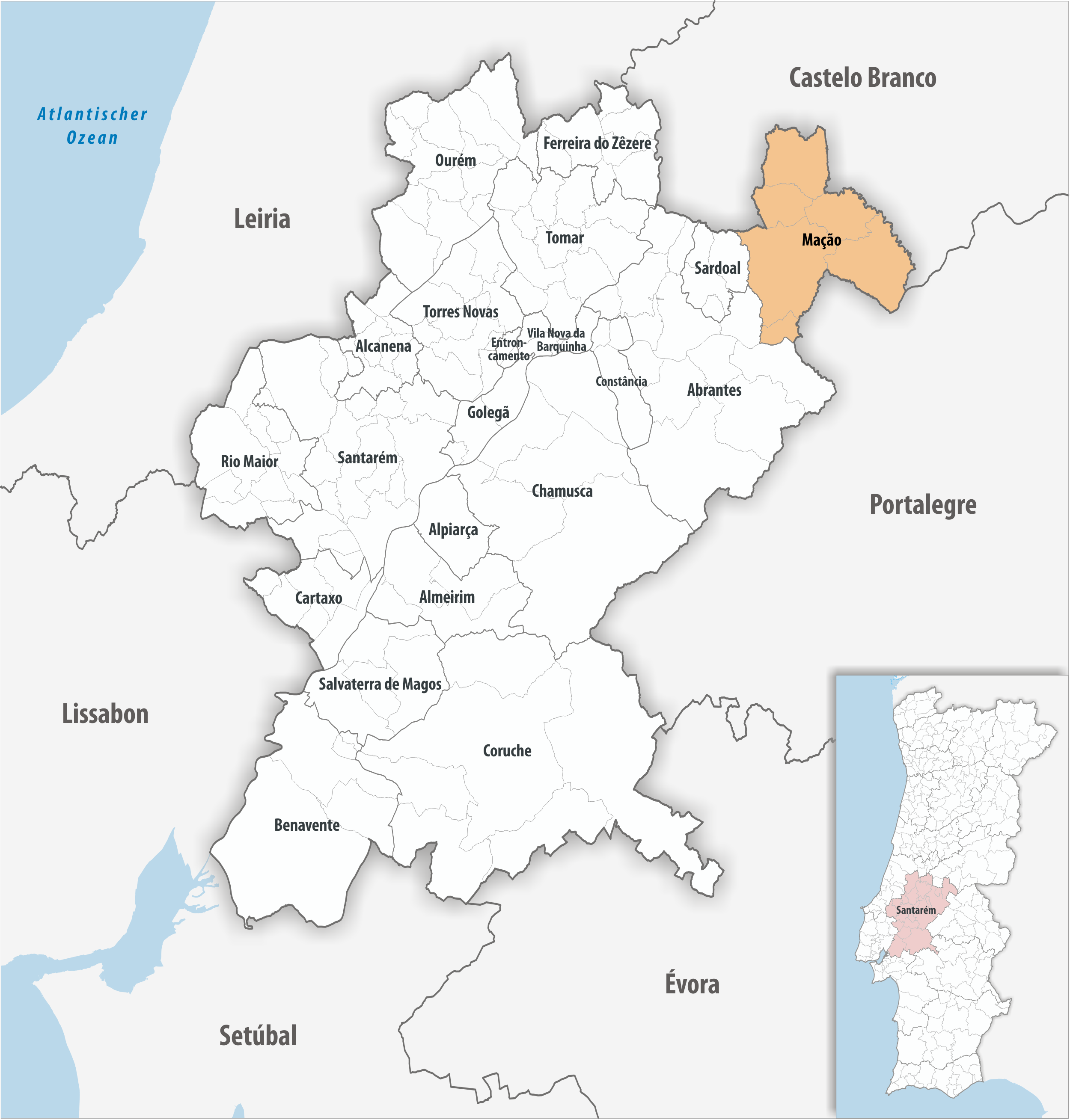
Kreis Mação

| Gemeinde                       | Einwohner (2021) | Fläche km² | Dichte Einw./km² | LAU- Code |
| ------------------------------ | ---------------- | ---------- | ---------------- | --------- |
| Amêndoa                        | 387              | 37,61      | 10               | 141302    |
| Cardigos                       | 965              | 70,93      | 14               | 141303    |
| Carvoeiro                      | 519              | 48,92      | 11               | 141304    |
| Envendos                       | 804              | 92,05      | 9                | 141305    |
| Mação, Penhascoso e Aboboreira | 3.193            | 134,11     | 24               | 141309    |
| Ortiga                         | 534              | 16,37      | 33               | 141307    |
| Kreis Mação                    | 6.402            | 399,99     | 16               | 1413      |

### Bevölkerungsentwicklung
| Einwohnerzahl im Mação (1801–2011) | Einwohnerzahl im Mação (1801–2011) | Einwohnerzahl im Mação (1801–2011) | Einwohnerzahl im Mação (1801–2011) | Einwohnerzahl im Mação (1801–2011) | Einwohnerzahl im Mação (1801–2011) | Einwohnerzahl im Mação (1801–2011) | Einwohnerzahl im Mação (1801–2011) | Einwohnerzahl im Mação (1801–2011) | Einwohnerzahl im Mação (1801–2011) |
| ---------------------------------- | ---------------------------------- | ---------------------------------- | ---------------------------------- | ---------------------------------- | ---------------------------------- | ---------------------------------- | ---------------------------------- | ---------------------------------- | ---------------------------------- |
| 1801                               | 1849                               | 1900                               | 1930                               | 1960                               | 1981                               | 1991                               | 2001                               | 2004                               | 2011                               |
| 1724                               | 6823                               | 15.525                             | 18.806                             | 19.045                             | 12.234                             | 10.060                             | 8442                               | 7763                               | 7383                               |

### Kommunaler Feiertag
- Ostermontag

## Verkehr
Mit der Anschlussstelle von Ortiga ist Mação an die 6 km südlich verlaufende Autobahn A23 verbunden.
Der Ort ist in das landesweite Fernbusnetz der Rede Expressos eingebunden.
Die nächstgelegene Eisenbahnstrecke ist die Linha da Beira Baixa. Die Nationalstraße N244 verbindet Mação mit dem etwa 10 km südlich gelegenen, gemeinsamen Bahnhof von Belver und Gavião.

## Söhne und Töchter der Stadt
- Francisco Serrano (1862–1941), Schriftsteller, Ethnograph, Musiker und Journalist
- António Lino Neto (1873–1961), Hochschullehrer, Jurist, Journalist und Politiker
- Manuel Rodrigues Clarinha (1905–1993), Arzt und Militär
- Cipriano Dourado (1921–1981), Maler